# Miguel Ángel Sebastián Martínez
Miguel Ángel Sebastián Martínez MCCJ (* 28. September 1950 in Saragossa) ist ein spanischer Ordensgeistlicher und römisch-katholischer Bischof von Sarh im Tschad.

## Leben
Miguel Ángel Sebastián Martínez trat der Ordensgemeinschaft der Comboni-Missionare bei und empfing am 7. Juni 1975 die Priesterweihe.
Papst Johannes Paul II. ernannte ihn am 28. November 1998 zum ersten Bischof der neuerrichteten Diözese Lai im Tschad. Die Bischofsweihe spendete ihm der Bischof von Moundou, Matthias N’Gartéri Mayadi, am 14. Februar des nächsten Jahres; Mitkonsekratoren waren Edmond Jitangar, Bischof von Sarh, und Michele Russo MCCI, Bischof von Doba.
Vom 30. Januar 2014 bis zum 18. Februar 2017 war er während der Sedisvakanz Apostolischer Administrator von Doba.
Papst Franziskus ernannte ihn am 10. Oktober 2018 zum Bischof von Sarh. Die Amtseinführung fand am 10. November desselben Jahres statt.